# Segelfluggelände Grifte

i7
i11
i13
Das Segelfluggelände Grifte liegt im Ortsteil Grifte der Gemeinde Edermünde im Schwalm-Eder-Kreis in Hessen, etwa 4,5 km östlich des Zentrums von Edermünde.

## Flugbetrieb
Das Segelfluggelände ist mit einer 800 m langen und 30 m breiten Start- und Landebahn aus Gras (Richtung 05/23) ausgestattet. Es besitzt eine Betriebszulassung für Segelflugzeuge, Motorsegler, Ultraleichtflugzeuge, Gleitschirme und Hängegleiter.
Als Startarten sind Flugzeugschleppstart und Windenstart zugelassen. Der Halter und Betreiber des Segelfluggeländes ist der Niederhessische Verein für Luftfahrt e. V. Der Verein wurde 1919 gegründet. Das Segelfluggelände wird auch vom Nordhessischen Gleitschirm-Club Kassel e. V. verwendet.